# HESTIM Engineering and Business School
HESTIM Engineering and Business School (franceză Hautes études des sciences et techniques de l'ingénierie et du management, prescurtat HESTIM) este o instituție privată de învățământ superior situată în orașul Casablanca, Maroc. A fost înființată în 2006, ca o școală de inginerie care oferă diplome de inginer în management industrial. În 2008, a adăugat specializarea de construcții civile la oferta sa academică. În anii 2015-16, școala inițială a fost redenumită HESTIM Engineering și a fost creată o nouă școală, HESTIM Management, acreditată sa ofere diplome de licență în domenii economice. Ambele școli acreditate independent, HESTIM Engineering și HESTIM Management, constituie grupul HESTIM.  
HESTIM oferă propriile sale diplome de licență acreditate în Maroc în domeniile de inginerie industrială, inginerie logistică, inginerie civilă și management.   De asemenea, oferă programe de master acreditate de statul francez în parteneriat cu universități și școli franceze,  precum UPHF - Université Polytechnique Hauts-de-France,  ULCO - Université littoral côte d'opale,  INSA Lyon - Institut National des sciences appliquées de Lyon,  ESTIA - École supérieure des technologies industrielles avancées,  IMT Lille Douai - Ecole de Mines de Douai. 